# 阿卜杜拉赫曼二世
阿卜杜拉赫曼二世（阿拉伯语：‎，792年—852年）是第四任科尔多瓦酋长国的埃米爾，屬於奧瑪雅王朝的成員。他是前任埃米爾哈克木一世的兒子，822年起繼承哈克木一世統治哥多華至852年。阿卜杜拉赫曼二世在位期間擴建了著名的科尔多瓦主教座堂。852年阿卜杜拉赫曼二世由兒子穆罕默德一世繼位。

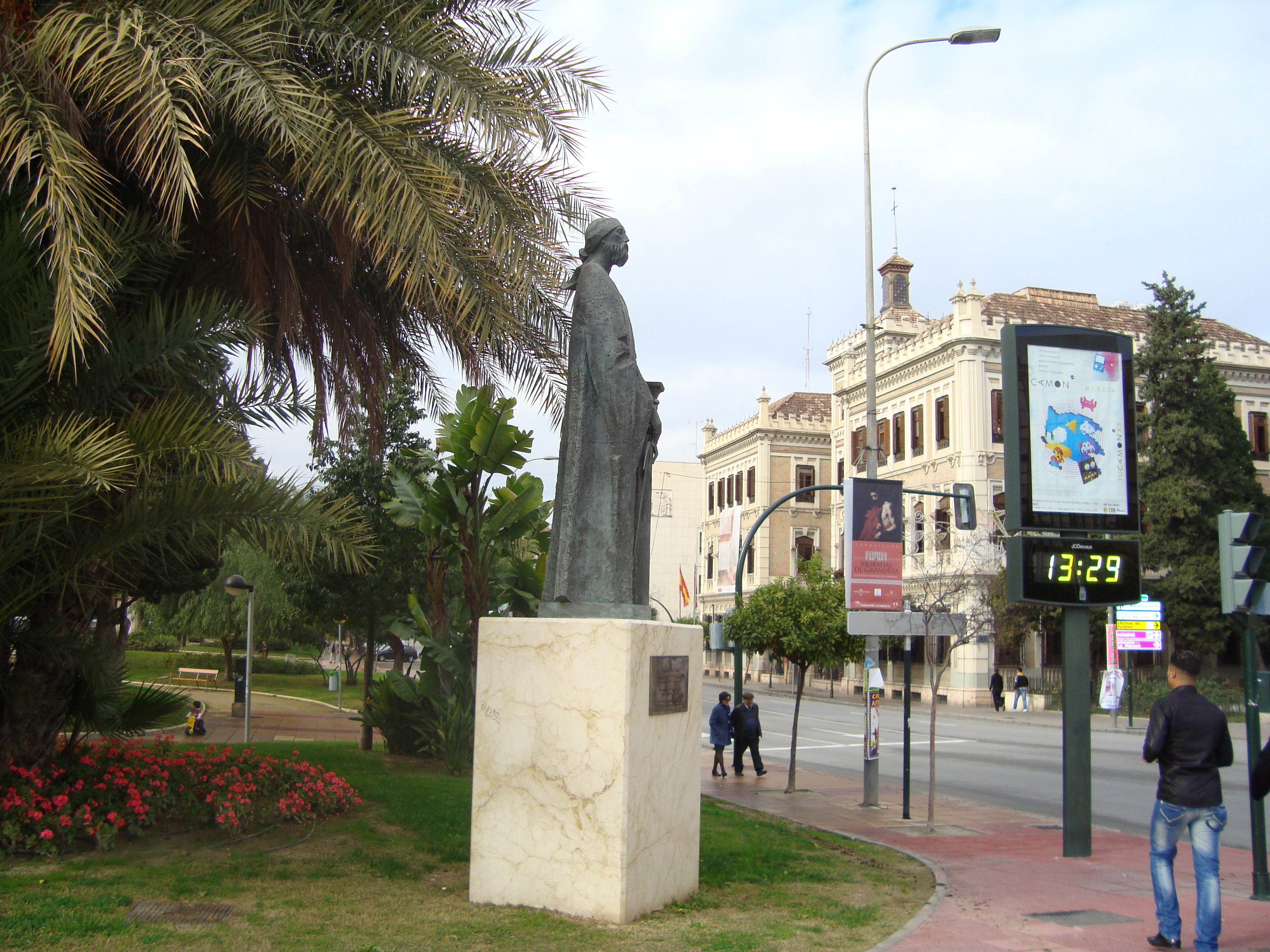
阿卜杜拉赫曼二世雕像